# Hellmut Heim
Hellmut Heim (* 13. Januar 1900 in Mergentheim; † 1986) war ein deutscher Admiralarzt der Kriegsmarine.

## Leben
Hellmut Heim trat im Januar 1918 als Seekadett in die Kaiserliche Marine ein und wurde bis Juni 1918 an der Marineschule und auf der Freya ausgebildet. Anschließend kam er bis September 1918 auf die Hannover. Bis Kriegsende war er wieder auf der Marineschule. Während seines Studiums wurde er 1918 Mitglied der Burschenschaft Germania Tübingen, der er seit 1984 nicht mehr angehörte.
Am 11. August 1920 erhielt er den Charakter als Fähnrich zur See verliehen. 1925 wurde er an der Universität Tübingen mit dem Thema Intracutane Einspitzungen von Aolan mit nachfolgendem Leucocythensturz promoviert und erlangte 1938 an der Universität mit dem Thema Über den Bruch des Kahnbeins seine Habilitation. Dazwischen war er am 1. August 1927 zum Marinestabsarzt geworden.
Am 1. April 1935 wurde er zum Marine-Oberstabsarzt befördert. Von September 1935 bis Mai 1940 war er 1936 Leitender Arzt der chirurgischen Abteilung am Marinelazarett Kiel-Wik.
Mit der Einrichtung im Juni 1940 wurde er Chefarzt im Marinelazarett Hardinghen-Calais und zugleich Leitender Arzt der chirurgischen Abteilung. Im September 1943 gab er das Kommando an Marineoberstabsarzt d. R. Wilhelm Kollmeier ab. Anschließend war er bis September 1944 einziger Chefarzt des Marinelazaretts Paris. Im September/Oktober 1944 war er Chefarzt auf dem Lazarettschiff Monte Rosa und anschließend bis November 1944 in gleicher Funktion auf dem Verwundetentransportschiff General von Steuben. Als Admiralarzt (mit RDA vom 1. November 1944) war er bis nach Kriegsende Chefarzt am Marinelazarett Malente. Ab 1943 war er bis Kriegsende zusätzlich Beratender Chirurg der Kriegsmarine. Am 8. Mai 1946 wurde er aus der Kriegsgefangenschaft entlassen.
Später wohnte er in Stuttgart.

## Werke (Auswahl)
- gemeinsam mit Heinz Wunderlich: Fußschäden und Kriegstauglichkeit wehrmachtärztliche Erfahrungen und praktische Richtlinien zur Behandlung. Barth, 1940, mehrere Auflagen.
- Vorkommen von Entamoeba histolytica im Duodenum. In: Archiv für Schiffs- und Tropen-Hygiene. Band 46, Barth, 1942, S. 457 ff.
- Kriegschirurgische Richtlinien. Barth, 1944.